# Glenoleon aurora
Glenoleon aurora är en insektsart som beskrevs av Tillyard 1916. Glenoleon aurora ingår i släktet Glenoleon och familjen myrlejonsländor. Inga underarter finns listade i Catalogue of Life.